# Elecciones municipales de Chile de 1956
En las elecciones municipales de Chile de 1956, realizadas el 1 de abril, se eligieron 1552 regidores en 265 comunas del país. En la misma fecha se realizaron dos elecciones parlamentarias complementarias para suplir puestos vacantes en la Cámara de Diputados: uno por Tarapacá (obtenido por Juan Luis Maurás del PR, quien venció a Pedro Nolasco Muga González de la Falange Nacional) y otro por Valparaíso (obtenido por Augusto Pumarino del PCU luego que el real vencedor, Jaime Barros Pérez Cotapos, no pudiera asumir debido a su militancia en el ilegalizado Partido Comunista).
Las elecciones fueron la primera prueba para el recientemente creado Frente de Acción Popular (FRAP). La coalición de izquierda obtuvo alrededor de 130 000 votos y eligió a 248 regidores, de los cuales la mitad pertenecían al Partido Socialista Popular. Dado que aun se encontraba vigente la Ley de Defensa Permanente de la Democracia, que ilegalizaba al Partido Comunista, la Dirección del Registro Electoral señaló que la sola presencia de un candidato comunista en una lista para la elección de regidores anulaba todos los votos que ésta hubiera recibido. El Tribunal Calificador de Elecciones inhabilitó en total a 5 regidores electos: dos en Tocopilla, uno en Antofagasta, uno en Viña del Mar y uno en Coronel.
Por medio de la Ley de reforma constitucional 13.296 publicada en el Diario Oficial el 3 de marzo de 1959, la duración del mandato de los regidores que hasta ese momento era de tres años fue aumentado a cuatro, por lo que los regidores elegidos en 1956 se mantuvieron en sus cargos hasta el 15 de mayo de 1960, año en que se celebrarían las próximas elecciones municipales. El plazo para inscribir las candidaturas a regidores ante los Conservadores Departamentales de Bienes Raíces finalizó el 22 de marzo de 1956.

## Resultados
| Pacto o partido                           | Sigla                      | Votos   | %?    | Reg.? | %? | ± %? |
| ----------------------------------------- | -------------------------- | ------- | ----- | ----- | -- | ---- |
| Partido Radical                           | PR                         | 164 677 | 24,38 | 410   |    |      |
| Partido Conservador Unido                 | PCU                        | 105 218 | 15,58 | 264   |    |      |
| Partido Liberal                           | PL                         | 88 342  | 13,08 | 266   |    |      |
| Partido Socialista Popular                | PSP                        | 72 359  | 10,71 | 162   |    |      |
| Partido Agrario Laborista                 | PAL                        | 55 702  | 8,25  | 97    |    |      |
| Independientes                            | Ind.                       | 47 010  | 6,96  | 136   |    |      |
| Falange Nacional                          | FN                         | 44 090  | 6,53  | 87    |    |      |
| Partido Conservador Social Cristiano      | PCSC                       | 25 283  | 3,74  | 33    |    |      |
| Partido Democrático de Chile              | PDCh                       | 25 143  | 3,72  | 41    |    |      |
| Partido Democrático del Pueblo            | PDP                        | 19 955  | 2,95  | 32    |    |      |
| Partido Socialista                        | PS                         | 10 563  | 1,56  | 8     |    |      |
| Movimiento Nacional del Pueblo            | MONAP                      | 8608    | 1,27  | 3     |    |      |
| Partido Laborista                         | PLa                        | 4125    | 0,61  | 3     |    |      |
| Partido del Trabajo                       | PT                         | 1965    | 0,29  | 3     |    |      |
| Partido Nacional Cristiano                | PNC                        | 1408    | 0,21  | 0     |    |      |
| Acción Renovadora de Chile                | AR                         | 982     | 0,15  | 7     |    |      |
| Votos válidamente emitidos                | Votos válidamente emitidos | 675 430 |       |       |    |      |
| Votos nulos y en blanco                   | Votos nulos y en blanco    | 16 331  |       |       |    |      |
| Total de votos emitidos                   | Total de votos emitidos    | 691 761 |       |       |    |      |
| Fuente: Dirección del Registro Electoral. |                            |         |       |       |    |      |

## Alcaldías 1956-1960

### Listado de alcaldes electos
Listado de alcaldes elegidos en las principales ciudades del país.
| Municipio | Municipio    | Alcalde electo                                             |
| --------- | ------------ | ---------------------------------------------------------- |
|           | Arica        | Adolfo Arenas Córdova Partido Radical                      |
|           | Iquique      | José Rodríguez Partido Socialista                          |
|           | Calama       | Esteban Tomic Romero Partido Radical                       |
|           | Antofagasta  | Osvaldo Mendoza Contreras Falange Nacional                 |
|           | Copiapó      | Orlando Poblete González Partido Radical                   |
|           | La Serena    | Jorge Martínez Castillo Partido Radical                    |
|           | Coquimbo     | Cristina Pozo, PL Víctor Medina Díaz, FN                   |
|           | Rancagua     | Carlos Gaete Gaete Partido Socialista                      |
|           | Talca        | José Bernardo Mandiola Cruz Partido Liberal                |
|           | Concepción   | Marcos Ramírez Marchant Partido Socialista                 |
|           | Temuco       | Ricardo Ferrando Keun Falange Nacional                     |
|           | Valdivia     | José María Torres Quezada Partido Socialista               |
|           | Puerto Montt | Ramón Yuraszeck Doggenweiler Partido Conservador Unido     |
|           | Coyhaique    | Roberto Mackay Carrera Partido Liberal                     |
|           | Punta Arenas | Natalio Brzovic Radonic Partido Regionalista de Magallanes |

### Listado de alcaldes designados
De acuerdo al Art. 68 del Decreto Supremo N.º 1.472 del 24 de julio de 1941: "en las municipalidades de Santiago, Valparaíso y Viña del Mar, los alcaldes serán nombrados por el Presidente de la República y durarán en sus funciones igual período de tiempo que corresponde a la municipalidad".
| Municipio | Municipio    | Alcalde designado                             |
| --------- | ------------ | --------------------------------------------- |
|           | Viña del Mar | Gustavo Lorca Rojas Partido Conservador Unido |
|           | Valparaíso   | Santiago Díaz Buzeta Partido Radical          |
|           | Santiago     | Fernando Gorroño Véliz Partido Radical        |